# CGP Grey
CGP Grey es un productor de entretenimiento educativo que publica sus vídeos en YouTube y un podcaster. Grey tiene doble nacionalidad (estadounidense e irlandesa). El canal de YouTube exhibe breves vídeos explicativos sobre diferentes temas, incluyendo política, geografía, economía y cultura británica. El primer vídeo popular del canal fue una explicación de la terminología de las islas británicas, que fue viral. Desde entonces, los vídeos de Grey han recibido una creciente atención, habiendo sido objeto de varias publicaciones, incluyendo Business Insider, The Huffington Post, Forbes, y The Washington Post.
El canal también ha producido varios spin-offs, incluyendo un canal secundario, CGPGrey2, un canal de videojuegos llamado CGPPlay, y un canal con las listas de reproducción de los videos favoritos de Grey, llamado greysfavs.
Además de la producción de vídeos, Grey es conocido por haber creado el podcast Hello Internet con Brady Haran, quien está detrás de muchos canales educativos muy conocidos en YouTube, en particular Numberphile y Periodic Videos. En 2015, comenzó otro podcast titulado Cortex con Myke Hurley de Relay FM.

## Vídeos
El canal CGP Grey publica, entre otras cosas, Grey Explains, una serie de vídeos explicativos sobre una gama diversa de temas, que incluyen política, geografía, economía y cultura británica. En los vídeos de Grey, él narra en off mientras muestra animaciones, imágenes de archivo y fotografías. Si bien en casi todos los vídeos de Grey aparece su voz, nunca ha mostrado su cara en ellos, y Grey siempre desenfoca o tapa su cara cuando aparece en vídeos de otros realizadores; utiliza generalmente una figura humana con lentes, dibujada con líneas simples, para representarse a sí mismo. Sus vídeos también suelen incluir hipervínculos ocultos, a menudo estos llevan a vídeos de Monty Python. Grey ha declarado que el estilo de presentación de sus vídeos es influenciado por el de la serie Zero Punctuation de Yahtzee Croshaw.
Grey usa Final Cut Pro X para editar y agregar animaciones a sus vídeos, y graba su voz sobre la música usando Logic Pro X. La música es generalmente atribuida a Kevin MacLeod. Publica vídeos con significativamente menos frecuencia que otros canales de YouTube; Grey ha dicho que esto es debido a la minuciosa investigación que realiza y el tiempo que le tarda escribir los guiones; la mayoría de los vídeos que planea nunca son terminados ni publicados.
El vídeo de Grey que refuta conceptos erróneos ha sido presentado en el canal de televisión CBS. Otros dos vídeos diferencian Londres, Inglaterra de la Ciudad de Londres, mientras explican ciertas particularidades que surgen de las antiguas costumbres esta última. Otros dos vídeos que explican derechos de autor y El Colegio Electoral han sido presentados en Mashable. En otro vídeo viral, Death to Pennies, ha explicado las desventajas económicas que implica la circulación de monedas de un centavo en los Estados Unidos. El vídeo llamado How to become Pope, traducido Como convertirse en Papa , también fue viral.
Varios vídeos, bajo el nombre colectivo de "Politics in the animal kingdom", explican algunas de las diferencias entre los distintos procedimientos electorales, y son críticos del sistema de escrutinio mayoritario uninominal (gerrymandering, el gobierno de la minoría, la falta de ganador del método de Condorcet, sistema de dos partidos, efecto spoiler) y discuten las ventajas de los sistemas de segunda vuelta instantánea, representación proporcional mixta y el voto único transferible.
Los vídeos de Grey han sido descritos como explicativos y aleccionadores, especialmente Humans need not apply, que Grey describe como su vídeo favorito, y no está incluido en la serie Grey explains. Humans need not apply fue criticado muy positivamente por varias publicaciones, incluyendo Business Insider, The Huffington Post, y Forbes.
| Serie Grey Explains | Serie Grey Explains      | Serie Grey Explains                                                                               | Serie Grey Explains |
| #                   | Fecha                    | Vídeo                                                                                             | Ref                 |
| ------------------- | ------------------------ | ------------------------------------------------------------------------------------------------- | ------------------- |
| 1.                  | 30 de enero de 2011      | The Difference between the United Kingdom, Great Britain and England Explained                    | [ 24 ]              |
| 2.                  | 9 de marzo de 2011       | The Problems with First Past the Post Voting Explained                                            | [ 25 ]              |
| 3.                  | 6 de abril de 2011       | The Alternative Vote Explained                                                                    |                     |
| 4.                  | 19 de abril de 2011      | The True Cost of the Royal Family Explained                                                       |                     |
| 5.                  | 23 de mayo de 2011       | How Scotland Joined Great Britain                                                                 |                     |
| 6.                  | 22 de junio de 2011      | Coffee: The Greatest Addiction Ever                                                               | [ 26 ]              |
| 7.                  | 12 de julio de 2011      | Gerrymandering Explained                                                                          |                     |
| 8.                  | 23 de agosto de 2011     | Copyright: Forever Less One Day                                                                   | [ 8 ]               |
| 9.                  | 15 de septiembre de 2011 | What are Continents?                                                                              |                     |
| 10.                 | 26 de septiembre de 2011 | Mixed-Member Proportional Representation Explained                                                |                     |
| 11.                 | 24 de octubre de 2011    | Daylight Saving Time Explained                                                                    | [ 27 ]              |
| 12.                 | 7 de noviembre de 2011   | The Trouble with the Electoral College                                                            |                     |
| 13.                 | 7 de noviembre de 2011   | How the Electoral College Works                                                                   | [ 8 ]               |
| 14.                 | 30 de noviembre de 2011  | Death to Pennies                                                                                  | [ 22 ]              |
| 15.                 | 19 de diciembre de 2011  | A Brief History of Santa                                                                          | [ 9 ]               |
| 16.                 | 30 de diciembre de 2011  | 2012 & The End Of The World                                                                       | [ 28 ]              |
| 17.                 | 24 de enero de 2012      | 10 Misconceptions Rundown                                                                         | [ 18 ]              |
| 18.                 | 30 de enero de 2012      | Groundhog Day Explained                                                                           | [ 29 ]              |
| 19.                 | 13 de febrero de 2012    | Primary Elections Explained                                                                       |                     |
| 20.                 | 13 de febrero de 2012    | 8 Animal Misconceptions Rundown                                                                   |                     |
| 21.                 | 28 de febrero de 2012    | What is a Leap Year?                                                                              | [ 30 ]              |
| 22.                 | 18 de abril de 2012      | 5 Historical Misconceptions Rundown                                                               | [ 31 ]              |
| 23.                 | 29 de mayo de 2012       | Is Pluto a planet?                                                                                |                     |
| 24.                 | 23 de julio de 2012      | The (Secret) City of London, Part 1: History                                                      | [ 19 ]              |
| 25.                 | 19 de septiembre de 2012 | The (Secret) City of London, Part 2: Government                                                   | [ 20 ]              |
| 26.                 | 10 de diciembre de 2012  | What If the Electoral College is Tied?                                                            |                     |
| 27.                 | 4 de diciembre de 2012   | Can Texas Secede from the Union?                                                                  | [ 32 ]              |
| 28.                 | 21 de diciembre de 2012  | Holland vs the Netherlands                                                                        | [ 33 ]              |
| 29.                 | 21 de diciembre de 2013  | The Debt Limit Explained                                                                          | [ 34 ]              |
| 30.                 | 19 de febrero de 2013    | How to Become Pope                                                                                | [ 6 ]               |
| 31.                 | 9 de abril de 2013       | Vatican City Explained                                                                            | [ 12 ]              |
| 32.                 | 7 de mayo de 2013        | Countries inside Countries: Bizarre Borders Part 1                                                | [ 12 ]              |
| 33.                 | 5 de junio de 2013       | Canada & The United States: Bizarre Borders Part 2                                                | [ 35 ]              |
| 34.                 | 2 de julio de 2013       | The European Union Explained*                                                                     |                     |
| 35.                 | 16 de julio de 2013      | How to Become the British Monarch                                                                 |                     |
| 36.                 | 9 de septiembre de 2013  | What is Reddit?                                                                                   | [ 12 ]              |
| 37.                 | 23 de octubre de 2013    | How Many Countries Are There?                                                                     |                     |
| 38.                 | 23 de diciembre de 2013  | This Video Will Hurt                                                                              | [ 36 ]              |
| 39.                 | 12 de febrero de 2014    | The Law You Won't Be Told                                                                         |                     |
| 40.                 | 9 de abril de 2014       | Are Hong Kong & Macau Countries?                                                                  |                     |
| 41.                 | 4 de junio de 2014       | Your Family Tree Explained                                                                        | [ 37 ]              |
| 42.                 | 6 de junio de 2014       | Parallel and Cross Cousins Explained                                                              |                     |
| 43.                 | 3 de julio de 2014       | American Empire                                                                                   | [ 38 ]              |
| 44.                 | 22 de octubre de 2014    | Politics in the Animal Kingdom: Single Transferable Vote                                          |                     |
| 45.                 | 17 de diciembre de 2014  | The Lord of the Rings Mythology Explained (Part 1)                                                | [ 39 ]              |
| 46.                 | 9 de febrero de 2015     | The One Ring Explained. (Lord of the Rings Mythology Part 2)                                      | [ 40 ]              |
| 47.                 | 10 de marzo de 2015      | This Video Will Make You Angry                                                                    | [ 41 ]              |
| 48.                 | 25 de marzo de 2015      | Where is Scandinavia?                                                                             | [ 42 ]              |
| 49.                 | 30 de abril de 2015      | Las Vegas isn't Las Vegas                                                                         | [ 43 ]              |
| 50.                 | 16 de junio de 2015      | Why the UK Election Results are the Worst in History.                                             |                     |
| 51.                 | 9 de septiembre de 2015  | Brief History of the Royal Family                                                                 |                     |
| 52.                 | 23 de noviembre de 2015  | Americapox: The Missing Plague                                                                    |                     |
| 53.                 | 31 de diciembre de 2015  | Who Owns Antarctica?: Bizarre Borders Part 3                                                      |                     |
| 54.                 | 29 de febrero de 2016    | Zebra vs Horses (Americapox Part 2)                                                               |                     |
| 55.                 | 7 de marzo de 2016       | The Trouble with Transporters                                                                     |                     |
| 56.                 | 14 de abril de 2016      | Should all locks have keys? Phones, Castles, Encryption, and You.                                 |                     |
| 57.                 | 15 de julio de 2016      | Brexit, Briefly                                                                                   |                     |
| 58.                 | 31 de agosto de 2016     | The Simple Solution to Traffic                                                                    |                     |
| 59.                 | 24 de octubre de 2016    | The Rules for Rulers                                                                              |                     |
| 60.                 | 7 de noviembre de 2016   | Death & Dynasties (Rules for Rulers Follow-up)                                                    |                     |
| 61.                 | 9 de noviembre de 2016   | [UPDATE VERSION] The Trouble with Electoral Collage                                               |                     |
| 62.                 | 11 de noviembre de 2016  | Re: The Trouble With The Electoral College – Cities, Metro Areas, Elections and The United States |                     |

## Pódcast

### Hello Internet

El logo de Hello Internet

En enero de 2014, Grey lanzó el podcast Hello Internet junto con su coanfitrión Brady Haran, otro creador de contenidos y educador de YouTube. El podcast llegó al #1 de la lista de iTunes en el Reino Unido, Estados Unidos, Alemania, Canadá, y Australia. Además, fue seleccionado como uno de los mejores pódcast nuevos del 2014 según Apple. Grey ha mencionado que su audiencia es de aproximadamente "un cuarto de millón" de descargas por episodio, hasta septiembre de 2015.
El podcast se caracteriza por discutir asuntos de las vidas profesionales de los anfitriones como creadores de contenido en YouTube, pero también sobre sus intereses personales y las cosas que les molestan en general. Temas típicos incluyen nuevos aparatos tecnológicos, etiqueta en el mundo virtual, eficiencia en el trabajo, relojes de pulsera, accidentes de avión, vexilología y las diferencias entre las manías personales de ambos anfitriones. Como resultado de sus conversaciones, Haran ha sido acreditado como la persona que acuñó el término "freebooting", que se refiere a publicar imágenes o videos sin autorización de su creador, con fines de lucro. El podcast tiene una bandera oficial, llamada Nail & Gear.

### Cortex
El 3 de junio de 2015, Grey lanzó su segundo podcast, Cortex, coconducido con Myke Hurley de Relay FM. Cortex se centra principalmente en el flujo de trabajo de Grey, tecnología y productividad. El podcast comenzó como una prueba de 10 episodios, programados semanalmente, después de lo cual Grey y Hurley lo extendieron por un número indeterminado de episodios. Se publican, en promedio, cada dos semanas.

## Otros proyectos
Junto con Philipp Dettmer, fundador de Kurzgesagt, y Dave Wiskis, Grey fundó la compañía Standard Broadcast LLC, que proporciona apoyo administrativo y de producción a creadores digitales, además de administrar el servicio de streaming Nebula. Sin embargo, CGP Grey abandonó Standard; Wiskus afirmó en Reddit que se debía a «diferencias filosóficas y creativas al nivel empresarial».